# Miguel Ponce (chilijski piłkarz)
Miguel Andrés „Chueco” Ponce Torres (ur. 19 sierpnia 1971 w Santiago) – chilijski piłkarz występujący na pozycji lewego obrońcy, reprezentant Chile, trener piłkarski.

## Kariera klubowa
Ponce pochodzi ze stołecznego Santiago i w wieku dwunastu lat dołączył do akademii juniorskiej tamtejszego CD Universidad Católica. Do pierwszej drużyny został włączony przez szkoleniowca Ignacio Prieto. W barwach Universidadu Católica dwa razy z rzędu wywalczył wicemistrzostwo Chile (w sezonach 1989 i 1990), w tych samych latach docierał także do finału krajowego pucharu – Copa Chile (1989 i 1990). W 1991 roku wygrał natomiast Copa Chile i było to jego jedyne trofeum zdobyte podczas pierwszego pobytu w Universidadzie Católica. Trzykrotnie triumfował jeszcze tylko w rozgrywkach eliminacyjnych Liguilla Pre-Libertadores (w latach 1989, 1991 i 1992). Nie był sobie jednak w stanie wywalczyć pewnego miejsca w wyjściowym składzie i pozostawał głównie rezerwowym, wobec czego udał się na wypożyczenie do niżej notowanego Deportes Temuco. Tam spędził udany jak na możliwości klubu sezon (szóste miejsce w tabeli), będąc bliskim historycznego, pierwszego w dziejach zespołu zakwalifikowania się z Temuco do rozgrywek międzynarodowych.
W 1994 roku Ponce zasilił ligowego średniaka – ekipę Everton de Viña del Mar. Spędził w niej jeden sezon, wyróżniając się zaangażowaniem i solidnością w grze, czym zapracował sobie na transfer do ówczesnego mistrza kraju – drużyny Club Universidad de Chile. W zespole stołecznego potentata okazał się godnym następcą Fabiána Guevary (który przed rozgrywkami odszedł do meksykańskiego Monterrey) w roli lewego obrońcy i od razu został filarem linii defensywnej. W sezonie 1995 zdobył z zespołem Jorge Socíasa swój pierwszy tytuł mistrza Chile; imponował wówczas dobrym kryciem i dośrodkowaniami, notując sporo asyst. Później wywalczył jeszcze z Universidadem wicemistrzostwo Chile (1998) i wygrał swój drugi Copa Chile (1998). Ogółem barwy tego zespołu reprezentował z powodzeniem przez cztery lata.
W 1999 roku Ponce powrócił do swojego macierzystego CD Universidad Católica. Podczas drugiego pobytu w tej drużynie niezmiennie pozostawał ważnym ogniwem defensywy. W wiosennym sezonie Apertura 2002 zdobył z Universidadem Católica tytuł mistrza Chile, trzykrotnie wywalczył również wicemistrzostwo Chile (w sezonach 1999, 2001 i Clausura 2002) oraz wygrał rozgrywki eliminacyjne Liguilla Pre-Sudamericana (2003). W 2004 roku doświadczony obrońca był bliski odejścia z klubu, lecz trener Jorge Pellicer namówił go do pozostania. Okazało się to słusznym ruchem – w jesiennym sezonie Clausura 2005 Ponce jako ważny gracz pierwszego składu zdobył z Universidadem Católica swoje trzecie mistrzostwo Chile. W 2006 roku władze klubu nie przedłużyły z nim umowy – bezpośrednio po tym zawodnik zdecydował się w wieku 35 lat zakończyć profesjonalną karierę.

## Kariera reprezentacyjna
W styczniu 1991 Ponce został powołany przez Manuela Pellegriniego do reprezentacji Chile U-20 na Mistrzostwa Ameryki Południowej U-20. Na wenezuelskich boiskach rozegrał trzy z czterech możliwych meczów (wszystkie z nich w wyjściowym składzie), zaś Chilijczycy odpadli z turnieju już w pierwszej rundzie i nie zdołali zakwalifikować się na Mistrzostwa Świata U-20 w Portugalii.
W seniorskiej reprezentacji Chile Ponce zadebiutował za kadencji selekcjonera Arturo Salaha, 9 kwietnia 1991 w przegranym 0:1 meczu towarzyskim z Meksykiem. Po debiucie nie był powoływany do kadry przez sześć lat. W czerwcu 1997 znalazł się w ogłoszonym przez Nelsona Acostę składzie na rozgrywany w Boliwii turniej Copa América. Wystąpił podczas niego we wszystkich trzech meczach (z czego dwóch w wyjściowym składzie), natomiast jego drużyna odpadła z rozgrywek już w fazie grupowej. Występował również w udanych dla jego kadry eliminacjach do Mistrzostw Świata we Francji (sześć występów), lecz wobec słabszego indywidualnego sezonu w Universidadzie nie znalazł się w kadrze na mundial. Później zanotował epizod w zakończonych niepowodzeniem eliminacjach do Mistrzostw Świata w Korei Płd. i Japonii (jeden występ). Swój bilans reprezentacyjny zamknął ostatecznie na osiemnastu rozegranych meczach.

## Kariera trenerska
W styczniu 2011 Ponce został asystentem trenera Fernando Vergary w zespole Deportes La Serena. Pół roku później zastąpił go na stanowisku pierwszego szkoleniowca. Prowadził go z przeciętnym skutkiem przez kolejne piętnaście miesięcy (kolejno szóste i trzynaste miejsce w tabeli) – został zwolniony we wrześniu 2012 po serii słabych wyników (dwa zwycięstwa w poprzednich czternastu ligowych meczach), pozostawiając ekipę tuż nad strefą spadkową. W styczniu 2013 objął drugoligowy San Luis Quillota, z którym zanotował kiepski pierwszy sezon (ostatnie miejsce w tabeli). Nowy prezes klubu César Villegas postanowił jednak zatrzymać go na stanowisku, co okazało się udanym pomysłem – w jesiennej rundzie Apertura sezonu 2013/2014 ekipa San Luis triumfowała w rozgrywkach drugiej ligi. W następnej rundzie jego podopieczni spisywali się o wiele słabiej, co w połączeniu z konfliktem z zarządem klubu zaowocowało zdymisjonowaniem trenera w kwietniu 2014. Na koniec sezonu San Luis (prowadzony już przez Nelsona Cossio) przegrał dwumecz barażowy i nie awansował ostatecznie do najwyższej klasy rozgrywkowej.
W czerwcu 2014 Ponce podpisał umowę z kolejnym drugoligowcem – klubem Unión San Felipe. Prowadził go ze świetnym skutkiem, będąc na dobrej drodze do awansu do najwyższej klasy rozgrywkowej. Po siedmiu miesiącach został niespodziewanie zwolniony – mimo czterech porażek z rzędu, jego drużyna wciąż zajmowała drugie miejsce w tabeli z dużymi szansami na promocję. W marcu 2015 został selekcjonerem reprezentacji Chile U-17, przygotowującej się do występu w roli gospodarza na rozgrywanych siedem miesięcy później Mistrzostwach Świata U-17. Objął kadrę juniorską po notującym z nią fatalne wyniki Alfredo Grelaku i niebawem zdołał odmienić grę zespołu. Na juniorskim mundialu jego podopieczni w fazie grupowej zremisowali z Chorwacją (1:1), przegrali z Nigerią (1:5) i wygrali z USA (4:1), a odpadli z turnieju w 1/8 finału po porażce z Meksykiem (1:4). Wraz z końcem grudnia wygasł jego kontrakt, którego federacja zdecydowała się nie przedłużać.
W styczniu 2017 Ponce został trenerem zespołu CD Huachipato. Jego szkoleniowcem pozostawał przez kolejne półtora roku z przeciętnymi wynikami (kolejno dziewiąte, dziesiąte i trzynaste miejsce w tabeli), a w maju 2017 zarząd zdecydował się nie przedłużać jego kontraktu. W latach 2017–2018 pracował jako koordynator akademii juniorskiej swojej byłej drużyny Club Universidad de Chile. Zrezygnował z tego stanowiska w czerwcu 2018, by objąć ekipę Deportes Temuco (prezesem tego klubu był jego były kolega z kadry narodowej – Marcelo Salas). Początkowo osiągał z nią dobre wyniki w lidze oraz w międzynarodowych rozgrywkach Copa Sudamericana 2018, gdzie jego zespół pokonał w drugiej rundzie wyżej notowany San Lorenzo (ostatecznie jednak to argentyński klub przeszedł dalej, gdyż w barwach Temuco zagrał nieuprawniony zawodnik). Następnie Temuco popadło jednak w kryzys (m.in. sześć porażek z rzędu) i na koniec sezonu zajęło przedostatnie miejsce w tabeli, spadając do drugiej ligi. Bezpośrednio po relegacji Ponce odszedł z drużyny.
W marcu 2019 Ponce przeniósł się do Boliwii, zastępując Néstora Clausena na stanowisku szkoleniowca CD San José. Jego pierwszy zagraniczny epizod okazał się bardzo udany – zajął z ekipą z Oruro kolejno piąte i czwarte miejsce w lidze, kwalifikując ją do przyszłorocznych międzynarodowych rozgrywek Copa Libertadores. Poprowadził również drużynę w Copa Libertadores 2019 (faza grupowa). W grudniu nie przedłużył kontraktu z San José ze względu na złą sytuację organizacyjną i finansową klubu, po czym objął inny boliwijski zespół – Club Blooming.